# Psilopogon henricii
El barbudo coronigualdo o  barbudo de corona amarilla (Psilopogon henricii) es una especie de ave piciforme de la familia Megalaimidae que vive en el sudeste asiático.

## Distribución y hábitat
Se encuentra en las selvas de la península malaya, Sumatra, Borneo y Bangka, distribuido por Brunéi, Indonesia, Malasia, Singapur y el sur de Tailandia.